# Sega Superstars Tennis
Sega Superstars Tennis (рус. Теннис суперзвёзд Sega) — теннисная видеоигра, разработанная Sumo Digital и изданная Sega. Является второй игрой в серии-кроссовере Sega Superstars. Она была выпущена на консоли Xbox 360, PlayStation 2, PlayStation 3, Wii и Nintendo DS 18 марта 2008 года в США, 20 марта в Европе и 25 марта в России. В октябре 2013 года состоялся выход игры на операционную систему Mac OS X.
В Sega Superstars Tennis представлены в общей сложности 15 серий игр компании Sega, в том числе 16 игровых персонажей и 10 кортов.

## Игровой процесс
Режим Суперзвезда позволяет игроку играть в миссии, которые включают выставочные матчи, турниры и задачи, основанные на персонажах компании Sega: Sonic the Hedgehog, Puyo Pop и Virtua Cop. Завершение миссии открывает такие элементы, как новые зоны, этапы и саундтреки.
Выставочные матчи дают шанс оспорить характер матча на одной из многих зон, таких как «Green Hill Zone», или «Амиго Парк».
Турнир позволяет игроку играть в серии матчей против героев, который был выбран наугад компьютером и выбирает арену, которая также выбрана в случайном порядке.
Доступны несколько мини-игр от компании Sega, такие как The House of the Dead, Space Harrier, Puyo Puyo и Virtua Cop.
У каждого персонажа есть свой способности. Например, Гилиас бросает магическую бутылку в воздух и охватывает сторону противника молниями, если они коснутся друг соперника, то он будет остановлен на короткое время, или Супер Соник.

### Персонажи
Всего в участии игры принимают 16 персонажей:
- Ёж Соник (Sonic the Hedgehog)
- Майлз «Тейлз» Прауэр (Sonic the Hedgehog)
- Эми Роуз (Sonic the Hedgehog)
- Доктор Эггман (Sonic the Hedgehog)
- Ёж Шэдоу (Sonic the Hedgehog)
- Алекс Кидд (Alex Kidd)
- Гилиас Громоглав (Golden Axe)
- Бит (Jet Set Radio)
- Гам (Jet Set Radio)
- Улала (Space Channel 5)
- Пуддинг (Space Channel 5)
- Амиго (Samba de Amigo)
- Найтс (Nights into Dreams…)
- Реала (Nights into Dreams…)
- Айай (Super Monkey Ball)
- Мими (Super Monkey Ball)

## Версии и выпуски
Версии для Xbox 360 и PlayStation 3 имеют онлайн-игры, в то время как в версии для Wii есть три различные схемы управления (классический контроллер Wii, Wii Remote и Wii Nunchuk). В версии для Nintendo DS можно играть со стандартной панелью управления или использовать стилус.

## Оценки и мнения
| Сводный рейтинг       | Сводный рейтинг                                                       |
| Агрегатор             | Оценка                                                                |
| --------------------- | --------------------------------------------------------------------- |
| GameRankings          | 72,04 % (Wii) 71,37 % (PS2) 69,08 % (X360) 68,98 % (PS3) 65,37 % (DS) |
| Metacritic            | 71/100 (Wii) 70/100 (PS2) 67/100 (360) 67/100 (PS3) 65/100 (DS)       |
| MobyRank              | 71/100 (PS2) 69/100 (X360) 69/100 (PS3) 68/100 (Wii) 65/100 (DS)      |
| Иноязычные издания    |                                                                       |
| Издание               | Оценка                                                                |
| 1UP.com               | B-                                                                    |
| AllGame               | (PS3/360/Wii) · (PS2/DS)                                              |
| Edge                  | 7/10                                                                  |
| EGM                   | 70/100                                                                |
| Eurogamer             | 7/10                                                                  |
| G4                    | 4/5                                                                   |
| Game Informer         | 7,25/10                                                               |
| GamePro               | (PS3) · (DS)                                                          |
| GameRevolution        | D (360/PS3) C- (DS)                                                   |
| GameSpot              | 7,0/10 6,5/10 (DS)                                                    |
| GameSpy               | [ 29 ]                                                                |
| GamesRadar+           | 7/10 (Wii/PS3/360) 8/10 (DS)                                          |
| GameTrailers          | 6,5/10                                                                |
| GameZone              | 6,6/10 (DS)                                                           |
| IGN                   | 6,4/10 (PS2/PS3/360) 6,2/10 (Wii) 6,9/10 (DS)                         |
| Nintendo Power        | 8/10                                                                  |
| Nintendo World Report | 7,5/10                                                                |
| ONM                   | 89 % (Wii)                                                            |
| OXM                   | 6,0/10 (360)                                                          |
| Play (UK)             | 8,5/10                                                                |
| TeamXbox              | 7,5/10                                                                |
| VideoGamer            | 7/10                                                                  |
| Xbox World Magazine   | 7,2/10                                                                |

Sega Superstars Tennis получила в целом положительные отзывы. Eurogamer оценил игру в 7 баллов из 10 баллов. Official Nintendo Magazine UK были рассмотрены как Wii, так и DS версия. Критикам понравилась графика, забавные мини-игры и приятный мультиплеер. Однако игра просто упустила золотую награду (игра получила 90 %) в связи с отсутствием поддержки Nintendo Wi-Fi. IGN назвала версию для Wii: «теннисная игра, которая могла быть лучшей, чем она есть». Они подвергли критике отсутствие детализации графики, приглушенные звуковые эффекты, упрощенный геймплей, и отсутствие режима реального времени, который присутствует в версиях для PlayStation 3 и Xbox 360.
В GameRankings, средняя оценка обзора для игры: версии на Wii равна 72,04 %, версии на PlayStation 2 — 71,37 %, версии на Xbox 360 — 69,08 %, версии на PlayStation 3 — 68,98 %, версии на Nintendo DS — 65,37 %.